# Harlestone
Harlestone est une paroisse civile et un village du Northamptonshire, en Angleterre.